# Picconia manca
Picconia manca är en tvåvingeart som beskrevs av Herting 1973. Picconia manca ingår i släktet Picconia och familjen parasitflugor. Inga underarter finns listade i Catalogue of Life.